# Arrheniova teorie kyselin a zásad
Arrheniova teorie kyselin a zásad je první teorií svého druhu. Definuje podstatu kyselin a zásad ve vodném roztoku. Platí pouze pro vodné roztoky, a nevysvětluje acidobazický charakter u látek, které nemají hydroxylovou skupinu OH− nebo vodíkový kationt H+. Je pojmenována po švédském fyzikálním chemikovi Svante Arrheniovi.

## Historie
Kyseliny a zásady se až do druhé poloviny 19. století rozlišovaly jen podle specifických reakcí, projevů nebo i podle chuti a o příčinách rozdílu mezi kyselinami a zásadami a o jejich působení nebylo známo téměř nic. Kyseliny byly charakterizované zbarvením lakmusového papírku, kyselou chutí, reakcí s vápencem za vzniku oxidu uhličitého, rozpouštěním neušlechtilých kovů za vzniku vodíku atp. Zásady byly charakteristické modrým zbarvením lakmusového papírku, zmýdelňováním tuků atd. V osmdesátých letech devatenáctého století švédský chemik Svante August Arrhenius studoval průchod elektrického proudu chemickými roztoky a na základě těchto pokusů navrhl disociační teorii, za kterou obdržel v roce 1903 Nobelovu cenu.

## Podstata Arrheniovy teorie
Arrheniovo pojetí kyselin a zásad je (z dnešního pohledu) velmi úzké. Vztahuje se jen na vodné roztoky a nepřihlíží k interakcím rozpuštěných látek s rozpouštědlem (srovnej: Bronstedtova teorie kyselin a zásad a Lewisova teorie kyselin a zásad a další).
Podle této teorie je kyselina sloučenina, která ve vodném roztoku ionizuje za vzniku vodíkových kationtů, zásada pak ionizuje za vzniku hydroxidových aniontů. Síla kyselin a zásad závisí podle Arrhenia na stupni ionizace, čím víc jsou kyseliny a zásady v roztoku ionizované, tím jsou silnější. Když smísíme vodné roztoky kyseliny a zásady, slučují se vodíkové a hydroxidové ionty za vzniku málo disociované vody – H+ + OH− ⇌  H2O , v tom je podstata neutralizace kyselin zásadou. Neutralizační teplo ( reakční teplo neutralizace) je u silných kyselin a zásad vždy stejné a má hodnotu ΔH = –56,74 kJ na 1 mol vzniklé vody. Toto však platí pouze při reakci silných kyselin a zásad, kdy je reakce jednosměrná a jedná se pouze o jedinou reakci. U slabých kyselin a zásad je hodnota neutralizačního tepla jiná, protože neutralizace je rovnovážná, neproběhne pouze jedním směrem a dochází i k jiným reakcím, např. k další disociaci slabé kyseliny či zásady.

### Kyseliny[pozn. 1]
Kyselina ionizuje za vzniku kationtu H+.
HA ⇌ H+ + A−
Například:
HCl ⇌ H+ + Cl−
HNO3 ⇌ H+ + NO3−

### Zásady
Zásada ionizuje za vzniku hydroxidového aniontu OH−
BOH ⇌ B+ + OH−
Například:
NaOH ⇌ Na+ + OH−

KOH ⇌ K+ + OH−

### Neutralizační rovnice
Podle teorie probíhá neutralizační rovnice podle následujícího schématu:
kyselina + zásada ⇌ sůl + voda
Např.:

2HCl + Ca(OH)2 ⇌ CaCl2 + 2H2O

CH3COOH + NaOH ⇌ CH3COONa + H2O
Voda vzniká spojením OH− a H+:
H+ + OH− ⇌  H2O